# Lista premiilor lui Michael Jackson
Michael Joseph Jackson (n. 29 august 1958 - d. 25 iunie 2009), supranumit Regele muzicii pop, a fost un renumit cântăreț american, care a adus contribuții importante în muzică și în dans. Michael a debutat pe scenă ca profesionist la vârsta de 11 ani, fiind membru al formației The Jackson 5 și și-a început cariera solo în 1971, când încă era în grup. Următoarele 5 albume pe care le-a lansat aveau să devină cele mai vândute albume din toate timpurile. Thriller rămâne și aztăzi cel mai bine vândut album din istorie, cu peste 110 milioane de copii vândute în întreaga lume.
În timpul carierei sale, Michael a devenit unul dintre puținii artiști care au intrat de două ori în Rock and Roll Hall of Fame. Printre alte realizări se numără și 13 recorduri Guinness, incluzând recordul pentru „ cel mai de succes entertainer din toate timpurile”, 14 premii Grammy, 26 premii A.M.A.(American Music Awards), 12 premii W.M.A.(World Music Awards) și vâzări de peste 750 de milioane de unități. A câștigat de asemenea numeroase premii pentru acțiunile umanitare și a fost distins de către doi președinți ai Statelor Unite. A fost numit artistul „Deceniului”, „Generației”, „Secolului” și „Mileniului” și a intrat în Songwriters Hall of Fame în 2002. Michael Jackson este cel mai premiat artist din toate timpurile și artistul cu cele mai multe recorduri Guiness.